# Into the Fire
«Into the Fire» (укр. У вогонь) — пісня англійського альтернативного рок-гурту «Thirteen Senses», вступний трек з їхнього дебютного альбому «The Invitation». Ця пісня є другим синґлом, випущена у Великій Британії 13 вересня 2004 року. Вона зайняла 35-е місце у топі «UK Singles Chart».
Пісня звучала у телевізійних програмах. Вона була використана в трейлері до другого сезону американської комедійної драми Врятуй мене, а також у пілотному епізоді медичної драми Анатомія Грей, у тринадцятій серії восьмого сезону, дванадцятій серії дванадцятого сезону і ще раз, але вже як кавер-версія, у двадцять першій серії одинадцятого сезону. Серед инших появ на телебаченні — прем'єра третього сезону серіалу 4400, четверта серія другого сезону Милі ошуканки та епізод другого сезону Поклик Тру. Трек також з'явився у французькій екшн-драмі Лицарі неба та драматичному серіалі BBC Ватерлоо Роуд.
У лютому 2011 року на YouTube з'явився відеомонтаж антиурядового повстання в Єгипті, в якому пісня використовувалася як саундтрек. Відео, змонтоване Тамааром Шабааном, зібрало понад півтора мільйона переглядів менш ніж за тиждень.
У 2012 році відео було розміщене на сайті Burberry, рекламуючи новий годинник Burberry The Britain.

## Трактування
|  | Come on, come on (Давай, давай) Put your hands into the fire (Поклади руки у вогонь) |

Перші два рядки — це заклик проявити хоробрість або мати віру. Фраза «Put your hands into the fire» — це іспанська ідіома ("poner la mano/las manos en el fuego"), означає бути на 100% впевненим у чомусь. Зробити це "заради друзів", витримати випробування або насичитися відвагою заради друзів.
|  | Explain, explain (Поясни, поясни) As I turn and meet the power (Поки я обертаюсь та зустрічаю силу) |

Наступні два рядки говорять про готовність пояснити свої дії вищій силі, що натякає на Бога або якусь форму морального суду.
Разом це говорить про те, що співак просить людину набратися сміливості і віри, оскільки вона робить те, що є правильним.
|  | This time, this time (Цього разу, цього разу) Turning white and senses dire (Білію і відчуваю жах) |

«Turning white» може означати, що кісточки пальців біліють — так можна описати те, що відбувається, коли людина стискає руки настільки сильно, що приплив крові до кісточок обмежується.
Людина стискає руку коли налякана або зла, і тому ці слова припускають, що оповідач знає про побічні ефекти зустрічі з "вогнем", він стискає кулаки в очікуванні.

## Список версії

### CD 1 (2004)
- "Into the Fire" (радіо-версія) [3:21]
- "Late Gazes" [5:10]

### CD 2 (2004)
- "Into the Fire" (альтернативний альбомний мікс) [3:33]
- "Falling to the Ground" [4:16]
- "Tended to Break Us" (раннє демо) [1:24]

### 7-inch (2004)
- "Into the Fire" (альбомна версія) [3:38]
- "This is an Order" [2:16]